# 中華民國駐奧地利大使列表
本列表為中華民國駐奥匈帝国、奧地利共和國歷任公使與代表名錄。兩國已無正式外交關係。

## 無邦交時期

### 代表機構
1971年5月28日，奧地利與中華民國中止外交關係。1973年8月11日，中華民國於奧地利首都維也納設立中國文化研究所，並兼轄駐国际原子能机构連絡辦事處的功能。1992年，奧地利政府同意在中國文化研究所另增加臺北經濟文化辦事處（Taipei Wirtschafts und Kulturbüro）名稱對外。1993年7月19日，更名為具大使館功能的駐奧地利台北經濟文化代表處（Taipei Wirtschafts- und Kulturbüro in Österreich）。

### 歷任代表（1973年至今）
| 姓名   | 任命           | 到任           | 免職           | 離任           | 外交銜級 對外名義 | 外交職務 本職職務 | 備註           | 備註 |
| ------ | -------------- | -------------- | -------------- | -------------- | ----------------- | ----------------- | -------------- | ---- |
| 桂宗堯 | 1973年10月26日 | 1973年4月1日   | 1976年1月20日  | 1976年6月1日   | 主任              | 主任              |                |      |
| 陸以正 | 1979年4月2日   | 1979年5月3日   | 1981年5月30日  | 1981年6月30日  | 主任              | 主任              |                |      |
| 羅龍   | 1981年11月16日 | 1981年12月16日 | 1986年2月5日   | 1986年5月7日   | 代表              | 代表              |                |      |
| 杜元方 | 1986年4月30日  | 1986年6月16日  | 1989年7月7日   | 1989年9月21日  | 代表              | 代表              |                |      |
| 羅龍   | 1989年7月7日   | 1989年9月29日  | 1992年12月29日 | 1993年10月10日 | 代表              | 代表              | 再次派駐奧地利 |      |
| 鄧申生 | 1993年6月12日  | 1993年10月5日  | 1996年8月3日   | 1996年10月3日  | 代表              | 代表              |                |      |
| 夏甸   | 1996年8月28日  | 1996年12月18日 | 2000年11月6日  | 2001年1月23日  | 代表              | 代表              |                |      |
| 魏武煉 | 2000年11月6日  | 2001年1月23日  |                | 2003年11月7日  | 代表              | 代表              |                |      |
| 黃俊彥 | 2003年9月23日  | 2003年11月7日  | 2008年12月1日  | 2009年10月     | 代表              | 代表              |                |      |
| 陳連軍 | 2009年8月12日  | 2009年10月3日  | 2015年10月31日 | 2016年1月      | 代表              | 代表 特命全權大使 | [ 註 2 ]       |      |
| 史亞平 | 2015年10月31日 | 2016年1月16日  | 2020年7月16日  | 2020年9月      | 代表              | 特命全權大使      |                |      |
| 張小月 | 2020年7月15日  | 2020年9月26日  | 2024年10月14日 | 2024年11月     | 代表              | 特命全權大使      |                |      |
| 劉玄詠 | 2024年10月14日 | 2024年12月     |                | 現任           | 代表              | 特命全權大使      |                |      |

## 外部連結
- 駐奧地利臺北經濟文化代表處（Facebook、Twitter）